# Marseillan (Gers)
Marseillan é uma comuna francesa na região administrativa de Occitânia, no departamento de Gers. Estende-se por uma área de 4,34 km². Em 2010 a comuna tinha 90 habitantes (densidade: 20,7 hab./km²).